# Asclepíades de Bitínia
Asclepíades de Bitínia (Prusa, Bitínia, 124 a.C. ou 129 a.C. – 40 a.C.) foi um médico grego nascido em Prusa, na Bitínia, que trabalhou em Roma. Teve sua formação em Alexandria, o maior centro científico de sua época. Asclepíades tinha muitos pupilos, que formavam a escola Metódica.

## Teorias
Descartando a teoria humoral de Hipócrates, que considerava demasiado teorizante, acreditava que a própria natureza se encarregaria de restabelecer a normalidade dos movimentos dos átomos e, portanto, da saúde. Desse modo, fundou sua prática médica na modificação da teoria atomista ou corpuscular, segundo a qual o corpo humano é sustentado por pequenas massas, as moléculas, que eram formadas por um conjunto de partículas, entre as quais existiam átomos que se movimentavam por canais e poros. O bem-estar do corpo correspondia a uma boa e correta movimentação dos átomos pelos canais e poros, e as doenças a movimentos desarmoniosos ou irregulares de corpúsculos do corpo. Suas ideias derivavam em parte da teoria atômica do filósofo Demócrito.
Seus medicamentos eram dirigidos para restaurar a harmonia, como mudanças na dieta, massagens, banhos e exercícios físicos. Ocasionalmente utilizava também eméticos e sangrias. Ele recomendava o consumo de vinho diariamente e tentava ser simpático com seus pacientes. Asclepíades advogava o tratamento humano das doenças mentais e libertou doentes mentais de confinamentos, tratando-os com terapias naturais como dieta e massagens. Defendia a ideia de que a alma não tinha localização (era o resultado das funções perceptivas) e de que as doenças mentais apareciam como consequência de alterações das paixões. Galeno relata que Asclepíades foi o primeiro indivíduo a realizar uma traqueostomia eletiva (procedimento não urgente).